# Palais des sports de Bordeaux
Pour les articles homonymes, voir Palais des sports.
Le palais des sports de Bordeaux, est un complexe comprenant un gymnase et plusieurs salles de sport, situé place de la Ferme de Richemont, à Bordeaux, en France.
Après avoir été utilisé comme salle de concert annexe du Grand-Théâtre pendant 40 ans, il est totalement rendu aux sportifs depuis janvier 2016.

## Historique

### Construction
À l'emplacement d'un ancien marché couvert métallique construit à la fin du XIXe siècle par Charles Burguet, le palais des sports a été construit de 1959 à 1966, avec du plastique et du béton, comme le voulait le « courant techniciste » des années 1950.

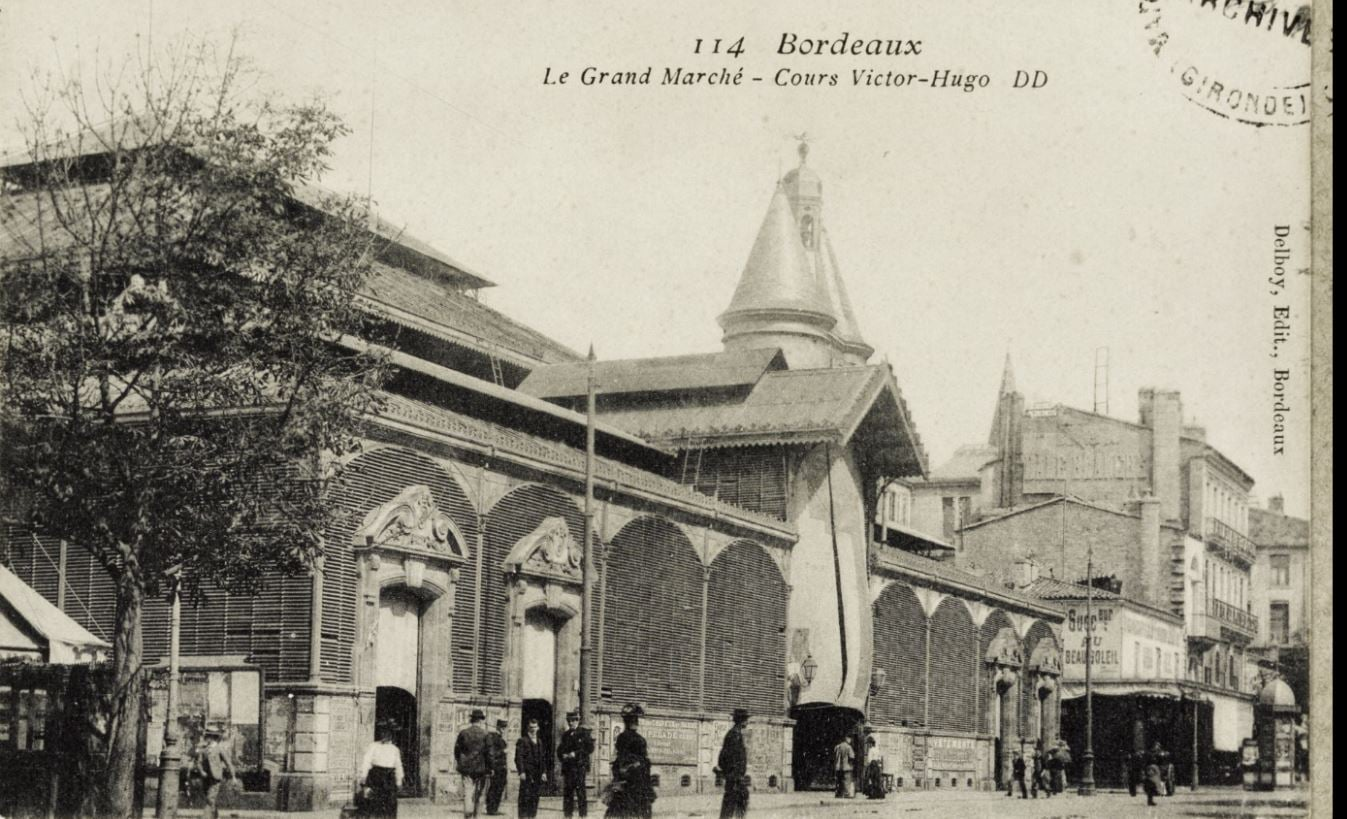
Le grand marché de Bordeaux avant sa destruction.

### Salle de concert
En 1979, la ville de Bordeaux a besoin d'une salle de spectacle de grande envergure - plus grande que le Grand Théâtre - et décide de faire rénover le bâtiment pour le chef d'orchestre Roberto Benzi afin de pouvoir y jouer des concerts de musique classique ; des boucliers acoustiques sont posés. En 1987 et 1988, d'autres travaux ont été menés : on peut désormais y entendre des représentations lyriques. Ces concerts ont d'ailleurs un tel succès que le Palais des Sports est déserté par les sportifs au profit des musiciens ! C'est aussi une des salles de spectacle de l'Opéra national de Bordeaux. La salle a une capacité de 1 400 places.

### Le Palais des Sports rénové
Après l'ouverture de l'Auditorium de Bordeaux en 2013, le palais des sports, devenu obsolète, est rénové et restructuré. Le projet des architectes bordelais Venezia Ferret et Pierre Ferret (Atelier Ferret Architectures) comprend des travaux de mise aux normes et la transformation du marché en centre d'entraînement. Le Palais des Sports est ainsi rendu aux sportifs en janvier 2016, avec une salle pouvant accueillir 2 600 spectateurs. Les clubs des JSA Bordeaux Métropole, de Bordeaux-Mérignac Volley féminin et surtout Bordeaux Basket Bastide sont les clubs résidents. Le Palais des Sports accueille aussi le club de badminton de l'Union Saint-Bruno ainsi que des scolaires.

## Accès
Ce site est desservi par la ligne A du tramway de Bordeaux, station Sainte-Catherine.
L'édifice abrite aussi un petit marché et un grand parking public.

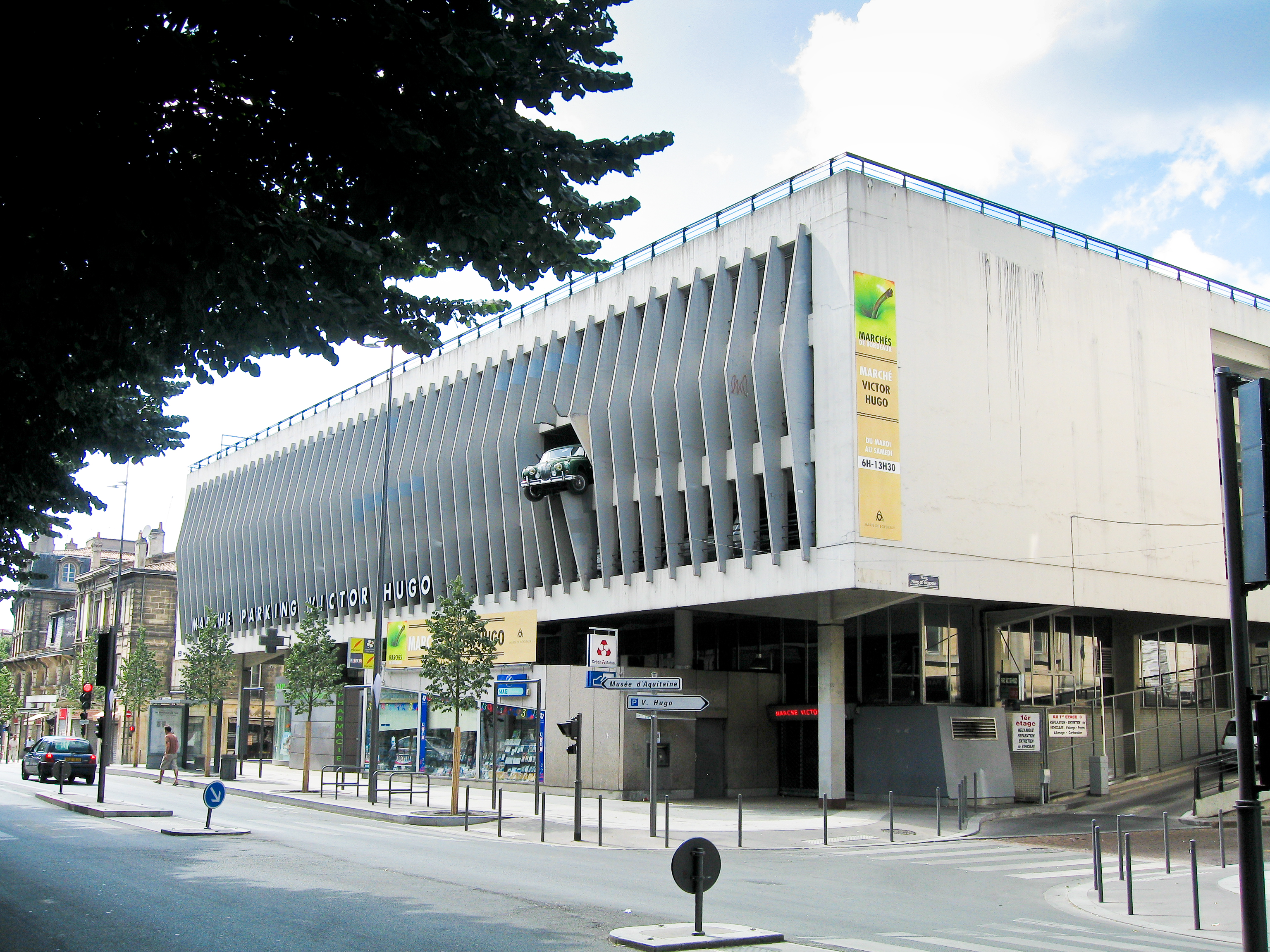
Entrée du marché et du parking, à l'arrière du Palais du sports.

## Événements
- Finale à quatre de la Coupe de France féminine de volley-ball amateur en 2023[6].